# Episodi di The Ren & Stimpy Show (quarta stagione)
La quarta stagione della serie animata The Ren & Stimpy Show, composta da 14 episodi, è stata trasmessa negli Stati Uniti, da Nickelodeon, dal 1º ottobre 1994 al 1º aprile 1995.
In Italia è stata trasmessa su Comedy Central dal 23 settembre al 10 ottobre 2024. Una versione sottotitolata in italiano è stata trasmessa su Nickelodeon nel 2016.
| nº | Titolo originale                    | Titolo italiano                   | Prima TV USA     | Prima TV Italia   |
| -- | ----------------------------------- | --------------------------------- | ---------------- | ----------------- |
| 1  | Hermit Ren                          | Ren l'eremita                     | 1º ottobre 1994  | 23 settembre 2024 |
| 2  | House of Next Tuesday               | La casa di martedì prossimo       | 8 ottobre 1994   | 24 settembre 2024 |
| 2  | A Friend in Your Face!              | L'amico nella tua testa           | 8 ottobre 1994   | 24 settembre 2024 |
| 3  | Blazing Entrails                    | Viscere in fiamme                 | 15 ottobre 1994  | 25 settembre 2024 |
| 3  | Lumber Jerks                        | Boschidioti                       | 15 ottobre 1994  | 25 settembre 2024 |
| 4  | Prehistoric Stimpy                  | Stimpy preistorico                | 5 novembre 1994  | Inedito           |
| 4  | Farm Hands                          | Braccianti                        | 5 novembre 1994  | Inedito           |
| 5  | Magical Golden Singing Cheeses      | Magici formaggi dorati canterini  | 12 novembre 1994 | 27 settembre 2024 |
| 5  | A Hard Day's Luck                   | Giornata sfortunata               | 12 novembre 1994 | 27 settembre 2024 |
| 6  | I Love Chicken                      | Io amo pollo                      | 19 novembre 1994 | 30 settembre 2024 |
| 6  | Powdered Toast Man vs. Waffle Woman | Uomo Toast contro Donna Waffle    | 19 novembre 1994 | 30 settembre 2024 |
| 7  | It's a Dog's Life                   | Una vita da cani                  | 3 dicembre 1994  | 1º ottobre 2024   |
| 7  | Egg Yolkeo                          | Tuorlocchio                       | 3 dicembre 1994  | 1º ottobre 2024   |
| 8  | Double Header                       | Doppia intestazione               | 7 gennaio 1995   | 2 ottobre 2024    |
| 8  | The Scotsman in Space               | Scozzese nello spazio             | 7 gennaio 1995   | 2 ottobre 2024    |
| 9  | Pixie King                          | Re delle fate                     | 14 gennaio 1995  | 3 ottobre 2024    |
| 9  | Aloha Höek                          |                                   | 14 gennaio 1995  | 3 ottobre 2024    |
| 10 | Insomniac Ren                       | Ren l'insonne                     | 21 gennaio 1995  | 4 ottobre 2024    |
| 10 | My Shiny Friend                     | Il mio amico luminoso             | 21 gennaio 1995  | 4 ottobre 2024    |
| 11 | Cheese Rush Days                    | I giorni della corsa al formaggio | 11 febbraio 1995 | 7 ottobre 2024    |
| 11 | Wiener Barons                       | I signori della salsiccia         | 11 febbraio 1995 | 7 ottobre 2024    |
| 12 | Galoot Wranglers                    | Zoticoni del West                 | 4 marzo 1995     | 8 ottobre 2024    |
| 12 | Ren Needs Help!                     | Ren ha bisogno di aiuto           | 4 marzo 1995     | 8 ottobre 2024    |
| 13 | Ol' Blue Nose                       | Vecchio naso blu                  | 18 marzo 1995    | 9 ottobre 2024    |
| 13 | Stupid Sidekick Union               | Sindacato delle spalle            | 18 marzo 1995    | 9 ottobre 2024    |
| 14 | Superstitious Stimpy                | Stimpy il superstizioso           | 1º aprile 1995   | 10 ottobre 2024   |
| 14 | Travelogue                          | Diario di viaggio                 | 1º aprile 1995   | 10 ottobre 2024   |

## Ren l'eremita
Ren detesta tanto la stupidità di Stimpy e decide di andare a vivere come gli eremiti. Però, dovrà restare da solo in una caverna senza portare un amico per il resto della sua vita. Dopo tanti giorni nella grotta, Ren impazzisce e cerca di trovare del cibo e degli amici. Tuttavia, il chihuahua viene espulso dalla caverna, perché ha violato la regola più importante: di non portare nessun'amico. Alla fine, Ren ritorna a casa e inizia ad abbracciare Stimpy.

## La casa di martedì prossimo
Ren e Stimpy decidono di abitare all'interno di una casa super futuristica. A Stimpy piace un sacco, al contrario di Ren, che la trova odiosa dopo un sacco di errori che la casa ha commesso. Alla fine, il duo scopre che c'è una macchina del tempo e, infatti, decidono di provarla. Ma sfortunatamente per Ren, scopre che la macchina del tempo è un deja-vu e rivive dei momenti brutti per colpa della casa futuristica.

## L'amico nella tua testa
Un parassita vive all'interno dell'orecchio di Stimpy, e il cugino di questo parassita decide di andare ad abitare dentro Ren. Il cane farà di tutto per cacciarlo via, ma invano. Alla fine dell'episodio, si forma sopra la sua testa un palazzone con un sacco di parassiti all'interno.

## Viscere in fiamme
Stimpy impazzisce e Ren, grazie all'aiuto del Dottor Brainchild, decide di rimpicciolirsi ed entrare dentro di lui. Si scopre che ad averlo reso Stimpy scemo era un mostro stupido, ovvero la sua ignoranza, che stava picchiando il suo cervello.

## Boschidioti
Ren e Stimpy cercano di prendere l'albero migliore.

## Stimpy preistorico
Qui vediamo Ren e Stimpy sotto forma di dinosauri.

## Braccianti
Abner Demente ed Ewalt Ignorante assumono Ren e Stimpy come contadini.

## Magici formaggi dorati canterini
Ren e Stimpy (Nelle loro figure medievali, ovvero Renwaldo e Stimpleton) stanno morendo di fame, così Ren gli ordina di andare a prendere del cibo. Stimpy trova dei formaggi canterini, che potrà avere solo se supererà una sfida di stupidità contro un giullare. Riesce ad averli e li porta a casa, dove i due se li sposano, morendo poi di fame per malnutrizione.

## Giornata sfortunata
Mentre Haggis MacHaggis e il suo maggiordomo stupido stanno facendo colazione, Haggis trova una sorpresina con un leprecauno sorridente raffigurato sulla confezione. Il maggiordomo ci sputa sopra, e appare un vero folletto che può esprimere un desiderio. Haggis gli chiede di avere di nuovo i capelli, ma il desiderio potrà essere avverato solo se egli supererà un test.

## Io amo pollo
Mentre sta mettendo a posto la spesa, Stimpy si innamora di un pollo. Però, Ren vuole assolutamente mangiare il pollo e, purtroppo, non ci riesce. Così, decide di portare Stimpy a fare un pic-nic e lo imbroglia dicendogli di essersi dimenticato del cibo e torna a casa con la scusa di mangiare il pollo. Tuttavia, Stimpy lo scopre e inizia a piangere per sei mesi. Alla fine, il gatto inizia a mettere a posto la spesa e s'innamora di una testa di capra, facendolo andare Ren di nuovo fuori di testa.

## Uomo Toast contro Donna Waffle
Johnny, un bambino malato, chiede a Uomo Toast di esprimergli un desiderio: Vedere il presidente degli Stati Uniti d'America. Uomo Toast riesce a trovarlo e a portarglielo, ma la velocità fortissima in cui stava andando al ritorno, lo ha incenerito. Ciò rende Johnny triste, e Uomo Toast cade in depressione, non volendo più combattere, fino a quando una cattiva, chiamata Donna Waffle, non tiene in ostaggio Johnny. Da lì, Uomo Toast ritorna a combattere per tentare di salvarlo.

## Vita da cani
Ren e Stimpy vengono adottati da una vecchietta dopo che stavano per venir soppressi al rifugio per animali. Mentre stanno facendo cose normali da cane e gatto a casa dell'anziana, ella crede che siano stati posseduti, così chiama il suo maggiordomo a riportarli come prima. Durante la sera, mentre i due si preparano per dormire, la vecchia li porta in giardino, dove ci sono delle tombe di animali della signora. Ren e Stimpy si spaventano credendo che sia un cimitero e intraprendono la via per tornare a casa, ma vengono visti da un poliziotto. I due scelgono di tornare dalla vecchia per non venir soppressi di nuovo,  ma scoprono che è morta a causa di un'intossicazione alimentare (probabile azione volontaria da parte del maggiordomo). Intanto, l'avvocato della vecchietta legge il testamento. Il maggiordomo riceve tutte le sue ricchezze, mentre Ren e Stimpy vengono imbalsamati e messi vicino a lei nel salotto.

## Tuorlocchio
Proprio come la parodia di Pinocchio, vede Renwaldo creare un figlio fatto di tuorli d'uovo per riempire la sua vita triste. Nonostante gli sforzi, Ren si deprime perché suo figlio non avrà mai vita e desidera che Tuorlocchio diventi un bambino veeo. Quella notte, il desiderio viene esaudito da una fata di pollo senza testa. Ren vede il figlio e gioisce, anche se la sua creazione è capace solo di fare gargarismi per parlare, ma a Ren non interessa e lo mette nel frigo per metterlo a letto. Tuorlocchio viene rapito e portato a tenere spettacoli a Las Vegas da due criminali, che sono una fetta di bacon e un toast. Quando Ren viene a saperlo, cerca di colmare la sua depressione creando un nuovo figlio fatto di frutta e verdura, ma non funziona perché lui vuole solo Tuorlocchio. Il cane scopre dov'è il figlio e decide di andare a riprenderselo, e quando riesce a vederlo, dei fan sfegatati gli strappano tutto il corpo, tanto da ridurlo solo ad una testa. La mattina dopo averlo portato a casa, Ren vede che il figlio è sparito di nuovo perché Stimpleton se lo è mangiato.

## Doppia intestazione
Ren manda Stimpy ad aspettare la fermata del pullman per dirigersi ad Ursa Minor perché non vuole più vederlo, ma Stimpy gli prega di non farlo. Il duo viene però colpito dal pullman, e vengono portati all'ospedale dove vengono operati. Il dottore gli spiega che i due, per sopravvivere, ha dovuto rimuovergli parte del corpo e attaccarli insieme. Verso fine episodio, vengono colpiti da un meteorite che si tratta proprio di essere Ursa Minor e vengono sottoposti a un altro intervento, dove alcune parti del corpo sono meno di prima.

## Scozzese nello spazio
Ren e Stimpy si trovano a bordo di una navicella spaziale. Mentre stanno viaggiando nello spazio, Ren intravede qualcosa sulla finestra della navicella e lo va a dire subito a Stimpy, ma quest'ultimo non gli crede. Si scopre che quello era Haggis MacHaggis, che è venuto fin lì per cercare una delle sue pecore, ma Stimpy crede che lui voglia mangiare, così gli prepara un piatto. Haggis è contento, fino a quando scopre che non c'è il chutney, essenziale per lui che la mette dappertutto, e impazzisce. I due lo prendono e cercano di dissezionarlo. Dopo aver quasi finito, arrivano alla tasca dove è situato il portafoglio, ma è difficile staccarlo. Haggis si sveglia e si stressa per essere stato toccato, ma scambia (e tratta) Ren e Stimpy per due pecore. Mentre preparano la colazione, Haggis nota che le uova sono state cotte troppo, causandogli un attacco e facendolo morire. Qui il portafoglio si stacca via e appare un genio che può esaudire 3 desideri. I due li esaudiscono, e intanto si dirigono verso il sole dove muoiono bruciati.

## Re delle fate
Ren deve fare i bisogni, ma il bagno è occupato da Stimpy, che non riesce a farla, tranne quando Ren gli racconta una storia. Ren decide di raccontargli una storia sulle fate.

## Aloha Hoek
Ren e Stimpy si ritrovano naufragati su una spiaggia. I due costruiscono una casa di sabbia per sopravvivere, ma il mare gliela spazza via, così devono trovarne un'altra. Si imbattono in una carcassa di balena, che trovano perfetta, e si stabiliscono lì, anche se piano piano diventa invivibile per via dell'odore, il caldo e i vermi. Ren si arrabbia con Stimpy e gli ordina di andare nella giungla. Lui obbedisce e fa la conoscenza di un hawaiiano chiamato Big Kahuna, che si scoprirà essere un cannibale. L'hawaiiano trova la carcassa di balena, e Ren, vedendo la sua maschera, si spaventa a morte perché lui sa che egli è un cannibale e crede che si sia mangiato Stimpy. 12 anni passano e una famiglia di granchi trova il chihuahua per papparselo, ma Ren supplica di fare quello che desiderano pur di essere risparmiato, così il padre granchio gli ordina di portare fuori la mosca. La mosca gli riferisce che Stimpy non sta bene, e Ren si mette a piangere, ma mentre l'orologio di Stimpy suona, viene rivelato che in realtà i due sono spie comuniste e che la missione è stata compiuta. Vengono salutati da Big Kahuna mentre la famiglia di granchi viene cucinata viva.

## Ren l'insonne
Ren non riesce a dormire a causa del troppo rumore causato da Stimpy mentre dorme, così cerca dei rimedi per assonnarsi, ma niente funziona. Mentre Ren si sta per addormentare, arrivano Haggis MacHaggis, il Signor Cavallo e Muddy Saltafango che gli ricordano che c'è una partita a golf da giocare, ma Ren si rifiuta e propone di dare a tutti 5 dollari se riescono a metterlo KO.

## Il mio amico luminoso
Ren, nel corso dell'episodio, ordina a Stimpy di fare delle mansioni, ma questi è troppo impegnato a guardare la TV. Ren gli sbatte in faccia il fatto che sia troppo dipendente dai cartoni e cercherà in tutti i modi di farlo staccare dallo schermo.

## I giorni della corsa al formaggio
Ren e Stimpy stanno cercando del formaggio blu, un tipo di formaggio che rende ricco chi lo possiede, così i due decidono di sfidare un vecchio pazzo alla ricerca del formaggio. Ci sono due squadre, ovvero Ren e Stimpy, il pazzo e Yak. Ren trova il tesoro e si reca subito in banca per farsi dare dei soldi in cambio. In realtà, non è formaggio, ma una pepita di pollo che non vale nulla, e Ren viene buttato fuori. I veri vincitori sono Stimpy, il pazzo e Yak, che trovano un masso gigante di formaggio blu, che vanno a scambiare per tantissimi gioielli.

## I signori della salsiccia
Ren e Stimpy stanno morendo di fame e si mettono alla ricerca di qualcosa di commestibile. Mentre camminano, Ren propone a Stimpy vari lavori, ma quest'ultimo li disprezza tutti, tranne l'ultimo dove sente che il business delle salsicce sta andando a gonfie vele in Canada. Il duo parte per andare lì, ma quando arrivano alla fabbrica di salsicce, una guardia li ferma e dice loro di andarsene via, così i due devono trovare un modo di entrare. Alla fine si travestono da ispettori di salsicce e ottengono il permesso dalla guardia. I due si mettono al lavoro e in poco tempo diventano ricchi, o almeno fino a quando Ren, leggendo il giornale, scopre che le salsicce sono diventate inutili. I due diventano ancora poveri, con l'aggiunta della pazzia mentale di Ren, che crede che pioveranno salsicce per 40 giorni e 40 notti come la storia dell'Arca di Noè.

## Zoticoni del west
Wilbur Cobb racconta a Ren e Stimpy una storia sugli "Zoticoni del west".

## Ren ha bisogno di aiuto
All'inizio dell'episodio, si vede Ren impazzito che mormora i nomi delle sue possessioni. Infatti, Stimpy torna a casa e decide di giocare a golf, ma per sbaglio, distrugge il materiale prezioso di Ren, che dopo essersene accorto, tenta di suicidarsi. Stimpy si preoccupa terribilmente e lo manda in un centro per matti dove ci sono: il capo dei pompieri, Muddy Saltafango, Yak e gli altri. I pazienti confessano perché sono qui, e quando è il turno di Ren, confessa di essere stato mandato perché picchia e abusa il suo coinquilino quando è esaurito, e questo spaventa i pazienti, tant'è che lo psicologo gli ordina di andarsene. Un mese dopo, mentre Muddy Saltafango sta servendo della crema di mais, dato che la odia, Ren decide di ribellarsi e far fuggire tutti. Gli altri vanno via, tranne egli, che viene legato con la camicia di forza e mandato in una stanza e mandato in un'altra stanza.

## Vecchio naso blu
Stimpy usa l'ultima moneta per prendere il pullman per guardare i cartoni, cosa che fa imbestialire Ren. Stimpy, poi, inizia subito a cantare, e si dimostra molto dotato, al punto che la gente comincia a donargli dei soldi. Ren ne è entusiasta, e porta Stimpy a fare numerosi concerti per lucrare. Si scopre che in realtà ad avere le doti canore è il suo naso.

## Sindacato delle spalle
In questo episodio, Ren e Stimpy sono degli attori. Stimpy è stufo di prendere sempre batoste da Ren, così lascia lo show. Nel mentre, Ren si mette a cercare dei sostituti, ma sono tutti terribili a fare la parte di Stimpy. Alla fine, Stimpy decide di ritornare, con un piccolo cambio nel contratto: Se Ren deve schiaffeggiarlo, deve prima chiedergli il permesso.

## Stimpy il superstizioso
Stimpy sta appendendo una testa di cinghiale al muro, ma il troppo baccano dà fastidio a Ren, che gli urla di smetterla. Stimpy gli spiega che oggi è il 17, il giorno più sfortunato di sempre, e per scacciare i malocchi deve appendere la testa di cinghiale. Ren la trova una cosa sciocca e decide di calciare via la testa, cosa che gli si ritorcerà contro, perché il corpo del cinghiale ritorna per prendere a calci lui. Dopo, Ren cerca di accendere un barbecue in casa, ma siccome porta sfortuna, deve farlo fuori, così ordina a Stimpy di procurargli della carne, anche se lui la usa per sacrificarla. Ren si arrabbia, butta la carne sul letto e chiama questi riti delle semplici superstizioni, e per fare un dispetto tenta di attrarre più sfortuna possibile. Intanto Stimpy nota delle cose sul corpo di Ren, che solo le persone sfortunatissime possono avere. Ren si mette a piangere e ammette di essere lui stesso sfortunato, essendo nato il 17, e Stimpy decide di aiutarlo mandando via la sfortuna.

## Diario di viaggio
Ren e Stimpy viaggiano in una nazione sperduta, ovvero "Acromeglia". Durante un'occhiata veloce dal finestrino dell'aereo, vedono una folla con forconi, torce e altro che urlano addosso all'aereo e tentano di buttarlo giù. Come spiegato dal duo, è una cosa normale perché è un rito di onorificenza, così come questi altri: Venir immersi in una pentola, venir rasi dietro la schiena e mangiare i loro cibi tradizionali e vomitarli per dimostrare di averli apprezzati. Poi ci sono anche spiegazioni su cosa è brava a fare la città e un rito di benedizione: Per farsi benedire, occorre farsi strappare la faccia da un babbuino, che viene lanciata su un albero spinoso. In Acromeglia, scopriamo anche che il re viene eletto ogni anno.